# (347940) Jorgezuluaga
(347940) Jorgezuluaga est un astéroïde de la ceinture principale.

## Description
(347940) Jorgezuluaga est un astéroïde de la ceinture principale. Il fut découvert le 30 mars 2003 à Mérida par Ignacio Ferrin et Carlos Leal. Il présente une orbite caractérisée par un demi-grand axe de 3,07 UA, une excentricité de 0,28 et une inclinaison de 18,9° par rapport à l'écliptique.

## Compléments